# Bengals de Cincinnati
Stade
Maillots
Saison en cours
Les Bengals de Cincinnati (Cincinnati Bengals en anglais) sont une franchise de la National Football League (NFL), basée à Cincinnati.
La franchise est fondée en 1967 comme membre de l'American Football League. En 1970, lors de la fusion entre la NFL et l'AFL, les Bengals sont intégrés dans la NFL.
Les Bengals ont participé à trois Super Bowls (XVI, XXIII et LVI) mais ne l'ont jamais remporté.

## Histoire
Le nom de l’équipe a été choisi en référence à une précédente équipe dénommée « Cincinnati Bengals » ayant participé de 1937 à 1941 aux éphémères versions successives de l'American Football League (AFL). Des ligues cherchant à concurrencer la jeune mais déjà bien implantée NFL. Cette première équipe, sans lien avec l'actuelle, disparait en 1941 en même temps que la ligue dans laquelle elle évoluait (AFL III) du fait de l'entrée en guerre des États-Unis.
En 1967, un groupe de propriétaires originaires de l’Ohio dirigé par Paul Brown, membre fondateur et premier entraineur de la franchise des Browns de Cleveland à laquelle il a donné son nom, obtient l’autorisation d'intégrer une nouvelle franchise dans la National Football League (NFL). Brown a pour mission de redonner une équipe professionnelle à Cincinnati et préfère, à cette époque, faire partie de la NFL. Il reproche à la ligue rivale (AFL) d'être trop « gourmande » financièrement lors de la création des équipes.[réf. nécessaire]
En 1981, l'équipe arrive en finale du Super Bowl XVI pour la première fois de son histoire mais s'incline face aux 49ers de San Francisco. Ils perdent également en 1988 le Super Bowl XXIII à nouveau face aux 49ers. Après 34 saisons d'attente, les Cincinnati Bengals se qualifient pour le Super Bowl LVI du 13 février 2022 face aux Rams de Los Angeles.

## Palmarès
- Champion de Conférence AFC (3) : 1981, 1988 et 2021.
- Champion de Division (10) :
  - AFC Central : 1970, 1973, 1981, 1988 et 1990 ;
  - AFC Nord : 2005, 2009, 2013, 2015, 2021 et 2022.

## Identité visuelle

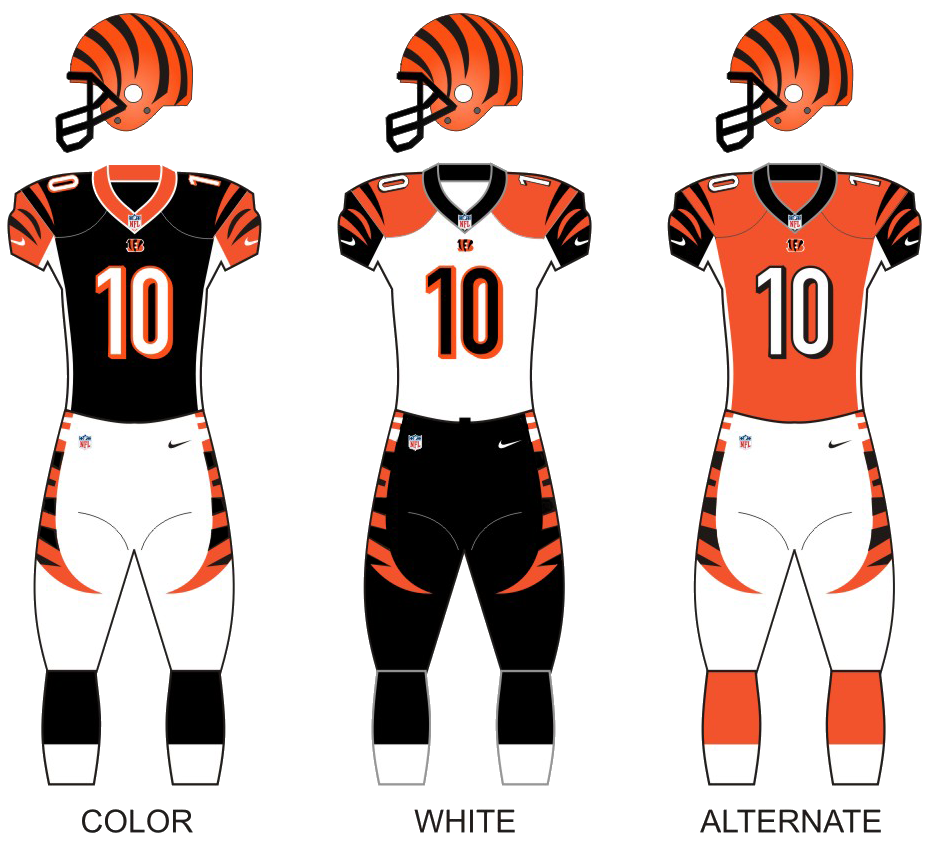
Uniformes utilisés entre 2004 et 2020.
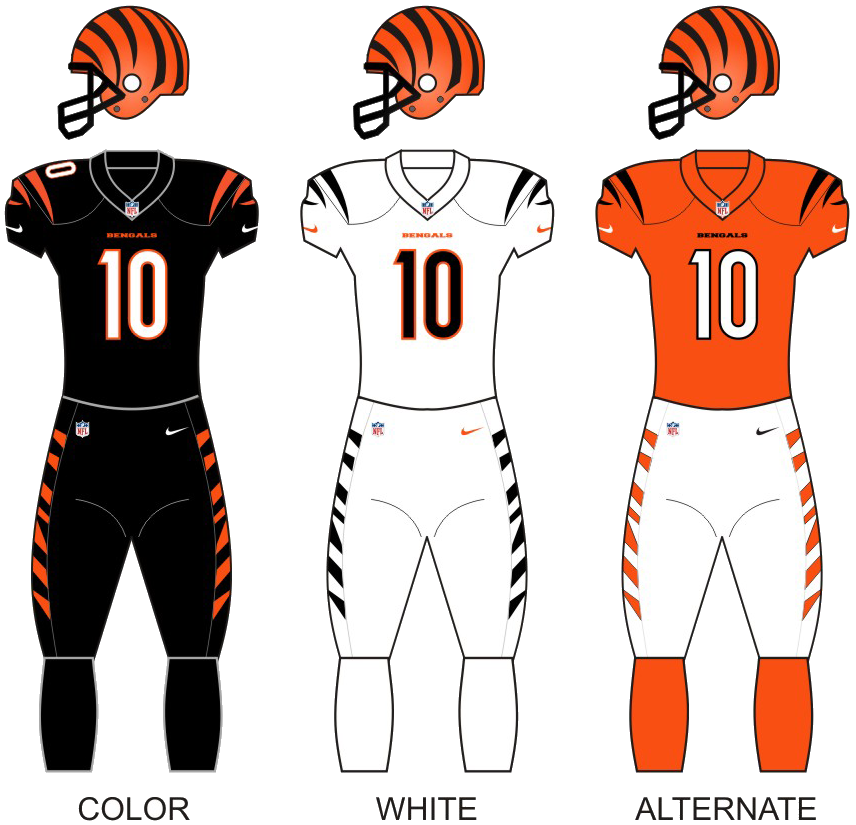
Uniformes utilisés depuis 2021.

## Joueurs

### Numéros retirés
Si les Bengals n'ont officiellement retiré qu'un seul numéro, le numéro 78 n'a pas été réattribué depuis la saison 1992 et le départ d'Anthony Muñoz :
| Numéro | Joueur      | Position | Saisons   |
| ------ | ----------- | -------- | --------- |
| 54     | Bob Johnson | C        | 1968-1979 |

### Pro Football Hall of Fame
Des trois membres du Hall of Fame étant passés par les Bengals, seul Anthony Muñoz y a joué toute sa carrière. Paul Brown, le fondateur et coach des Bengals fait également partie du Hall of Fame. Mais du fait de son intronisation parmi la classe de 1967, pour ses accomplissements réalisés avant la création de la franchise, il n'est pas reconnu comme un Hall of Famer des Bengals.
| Numéro | Joueur         | Position (Années) | Intronisé en |
| ------ | -------------- | ----------------- | ------------ |
| 18     | Charlie Joiner | WR (1972-1975)    | 1996         |
| 78     | Anthony Muñoz  | OT (1980-1992)    | 1998         |
| 81     | Terrell Owens  | WR (2010)         | 2018         |

### Distinctions personnelles des Bengals
| Saison | Joueur         | Position |
| ------ | -------------- | -------- |
| 1981   | Ken Anderson   | QB       |
| 1988   | Boomer Esiason | QB       |

| Saison | Joueur        | Position |
| ------ | ------------- | -------- |
| 1968   | Paul Robinson | RB       |
| 1969   | Greg Cook     | QB       |
| 1985   | Eddie Brown   | WR       |
| 1992   | Carl Pickens  | WR       |
| 2021   | Ja'Marr Chase | WR       |

### Entraîneurs
| Saisons     | Noms                 | Remarques                     |
| ----------- | -------------------- | ----------------------------- |
| 1968–1975   | Paul Brown           |                               |
| 1976–1978   | Bill "Tiger" Johnson |                               |
| 1978–1979   | Homer Rice           |                               |
| 1980–1983   | Forrest Gregg        |                               |
| 1980–1994   | Jim McNally          | entraîneur de ligne offensive |
| 1984–1991   | Sam Wyche            |                               |
| 1992–1996   | Dave Shula           |                               |
| 1996–2000   | Bruce Coslet         |                               |
| 2000–2002   | Dick LeBeau          |                               |
| 2003–2018   | Marvin Lewis         |                               |
| Depuis 2019 | Zac Taylor           |                               |

## Bilan saison par saison
| Saison             | Vic. | Déf. | Nuls | Classement                                                       | Séries éliminatoires |
| ------------------ | ---- | ---- | ---- | ---------------------------------------------------------------- | --- |
| 1968               | 3    | 11   | 0    | 5e AFL West                                                      | -- |
| 1969               | 4    | 9    | 1    | 5e AFL West                                                      | -- |
| Incorporé à la NFL |      |      |      |                                                                  | |
| 1970               | 8    | 6    | 0    | 1er AFC Central                                                  | Défaite en tour de division (Colts de Baltimore) 17-0 |
| 1971               | 4    | 10   | 0    | 4e AFC Central                                                   | -- |
| 1972               | 8    | 6    | 0    | 3e AFC Central                                                   | -- |
| 1973               | 10   | 4    | 0    | 1er AFC Central                                                  | Défaite en tour de division (Dolphins de Miami) 34-16 |
| 1974               | 7    | 7    | 0    | 2e AFC Central                                                   | -- |
| 1975               | 11   | 3    | 0    | 2e AFC Central                                                   | Défaite en tour de division (Raiders d'Oakland) 31-28 |
| 1976               | 10   | 4    | 0    | 2e AFC Central                                                   | -- |
| 1977               | 8    | 6    | 0    | 3e AFC Central                                                   | -- |
| 1978               | 4    | 12   | 0    | 4e AFC Central                                                   | -- |
| 1979               | 4    | 12   | 0    | 4e AFC Central                                                   | -- |
| 1980               | 6    | 10   | 0    | 4e AFC Central                                                   | -- |
| 1981               | 12   | 4    | 0    | 1er AFC Central                                                  | Défaite au Super Bowl XVI (49ers de San Francisco) 26-21 |
| 1982               | 7    | 2    | 0    | 3e AFC Central                                                   | Défaite au premier tour des séries éliminatoires (Giants de New York) 44-17 |
| 1983               | 7    | 9    | 0    | 3e AFC Central                                                   | -- |
| 1984               | 8    | 8    | 0    | 2e AFC Central                                                   | -- |
| 1985               | 7    | 9    | 0    | 2e AFC Central                                                   | -- |
| 1986               | 10   | 6    | 0    | 2e AFC Central                                                   | -- |
| 1987               | 4    | 11   | 0    | 4e AFC Central                                                   | -- |
| 1988               | 12   | 4    | 0    | 1er AFC Central                                                  | Défaite au Super Bowl XXIII (49ers de San Francisco) 20-16 |
| 1989               | 8    | 8    | 0    | 4e AFC Central                                                   | -- |
| 1990               | 9    | 7    | 0    | 1er AFC Central                                                  | Défaite en tour de division (Raiders de Los Angeles) 20-10 |
| 1991               | 3    | 13   | 0    | 4e AFC Central                                                   | -- |
| 1992               | 5    | 11   | 0    | 4e AFC Central                                                   | -- |
| 1993               | 3    | 13   | 0    | 4e AFC Central                                                   | -- |
| 1994               | 3    | 13   | 0    | 3e AFC Central                                                   | -- |
| 1995               | 7    | 9    | 0    | 2e AFC Central                                                   | -- |
| 1996               | 8    | 8    | 0    | 3e AFC Central                                                   | -- |
| 1997               | 7    | 9    | 0    | 4e AFC Central                                                   | -- |
| 1998               | 3    | 13   | 0    | 5e AFC Central                                                   | -- |
| 1999               | 4    | 12   | 0    | 5e AFC Central                                                   | -- |
| 2000               | 4    | 12   | 0    | 5e AFC Central                                                   | -- |
| 2001               | 6    | 10   | 0    | 6e AFC Central                                                   | -- |
| 2002               | 2    | 14   | 0    | 4e AFC North                                                     | -- |
| 2003               | 8    | 8    | 0    | 2e AFC North                                                     | -- |
| 2004               | 8    | 8    | 0    | 3e AFC North                                                     | -- |
| 2005               | 11   | 5    | 0    | 1er AFC North                                                    | Défaite en tour de wild card (Steelers de Pittsburgh) 31-17 |
| 2006               | 8    | 8    | 0    | 2e AFC North                                                     | -- |
| 2007               | 7    | 9    | 0    | 3e AFC North                                                     | -- |
| 2008               | 4    | 11   | 1    | 3e AFC North                                                     | -- |
| 2009               | 10   | 6    | 0    | 1er AFC North                                                    | Défaite en tour de wild card (Jets de New York) 24-14 |
| 2010               | 4    | 12   | 0    | 4e AFC North                                                     | -- |
| 2011               | 9    | 7    | 0    | 3e AFC North                                                     | Défaite en tour de wild card (Texans de Houston) 31-10 |
| 2012               | 10   | 6    | 0    | 2e AFC North                                                     | Défaite en tour de wild card (Texans de Houston) 19-13 |
| 2013               | 11   | 5    | 0    | 1er AFC North                                                    | Défaite en tour de wild card (Chargers de San Diego) 27-10 |
| 2014               | 10   | 5    | 1    | 2e AFC North                                                     | Défaite en tour de wild card (Colts d'Indianapolis) 26-10 |
| 2015               | 12   | 4    | 0    | 1er AFC North                                                    | Défaite en tour de wild card (Steelers de Pittsburgh) 18-16 |
| 2016               | 6    | 9    | 1    | 3e AFC North                                                     | -- |
| 2017               | 7    | 9    | 0    | 3e AFC North                                                     | -- |
| 2018               | 6    | 10   | 0    | 4e AFC North                                                     | -- |
| 2019               | 2    | 14   | 0    | 4e AFC North                                                     | -- |
| 2020               | 4    | 11   | 1    | 4e AFC North                                                     | -- |
| 2021               | 10   | 7    | 0    | 1er AFC North                                                    | Victoire en tour de wild card (Raiders de Las Vegas) 26–19 Victoire en tour de division (chez les Titans du Tennessee) 16–19 Victoire en finale de conférence AFC (chez les Chiefs de Kansas City) 24–27 Défaite au Super Bowl LVI (Rams de Los Angeles) 20-23 |
| 2022               | 12   | 4    | 0    | 1er AFC North                                                    | Victoire lors du tour de wild card (Ravens de Baltimore) 24-17 Victoire lors du tour de division (@ Bills de Buffalo) 27-10 Défaite en finale de conférence AFC (@ Chiefs de Kansas City) 20-23                                                                |
| 2023               | 9    | 8    | 0    | 4e AFC North                                                     | -- |
| 2024               | 9    | 8    | 0    | 3e AFC North                                                     | -- |
| Totaux             | 403  | 479  | 5    | Saison régulière (10 titres de division, 3 titres de conférence) | Saison régulière (10 titres de division, 3 titres de conférence) |
| Totaux             | 10   | 16   | -    | Séries éliminatoires                                             | Séries éliminatoires |
| Totaux             | 413  | 495  | 5    | Saison régulière + séries éliminatoires (0 Super Bowl)           | Saison régulière + séries éliminatoires (0 Super Bowl) |

## Supporters

### Mascotte
La mascotte officielle de l'équipe est un tigre du Bengale nommé Who Dey.

### Chant
« Who Dey » est également le chant des supporters des Bengals depuis les années 80.
Les paroles du refrain, reprises en cœur par les supporters sont « Who dey, who dey, who dey think gonna beat dem Bengals ? », question à laquelle le public répond « Nobody ! ».
L'origine de ce chant n'est pas parfaitement établie. Certaines sources affirment qu'il serait directement inspiré du « Who Dat » des supporters des Saints de La Nouvelle-Orléans qui l'avaient eux-mêmes repris de supporters d'équipes de lycées ou universitaires de Louisiane. Une autre origine du chant en donne la paternité à une brasserie locale, la « Hudepohl Brewing Company », du fait de la similarité phonétique entre le « Hudy » ou « Hudey » du nom de la bière que les vendeurs criaient et le « Who Dey » des Bengals. Enfin, une dernière théorie fait remonter le chant à une publicité pour un concessionnaire automobile dont les paroles étaient « Who's going to give you a better deal than Red Frazier?...Nobody! ».